# Derek Allhusen
Derek Swithin Allhusen (Londres, 9 de enero de 1914-Norwich, 24 de abril de 2000) fue un jinete británico que compitió en la modalidad de concurso completo.
Participó en los Juegos Olímpicos de México 1968, obteniendo dos medallas, oro en la prueba por equipos y plata en individual. Ganó siete medallas en el Campeonato Europeo de Concurso Completo entre los años 1957 y 1969.

## Palmarés internacional
| Juegos Olímpicos   | Juegos Olímpicos          | Juegos Olímpicos  | Juegos Olímpicos |
| Año                | Lugar                     | Medalla           | Categoría        |
| ------------------ | ------------------------- | ----------------- | ---------------- |
| 1968               | Ciudad de México (México) | Medalla de oro    | Por equipos      |
| 1968               | Ciudad de México (México) | Medalla de plata  | Individual       |
| Campeonato Europeo |                           |                   |                  |
| Año                | Lugar                     | Medalla           | Categoría        |
| 1957               | Copenhague (Dinamarca)    | Medalla de oro    | Por equipos      |
| 1959               | Harewood (Reino Unido)    | Medalla de plata  | Por equipos      |
| 1959               | Harewood (Reino Unido)    | Medalla de bronce | Individual       |
| 1965               | Moscú (URSS)              | Medalla de bronce | Por equipos      |
| 1967               | Punchestown (Irlanda)     | Medalla de oro    | Por equipos      |
| 1967               | Punchestown (Irlanda)     | Medalla de bronce | Individual       |
| 1969               | Le Pin-au-Haras (Francia) | Medalla de oro    | Por equipos      |